# Mačkovci
Mačkovci (mađarski: Mátyásdomb, njemački: Wallbach) je naselje u slovenskoj Općini Puconcima. Mačkovci se nalazi u pokrajini Prekomurju i statističkoj regiji Pomurju. 

## Stanovništvo
Prema popisu stanovništva iz 2002. godine naselje je imalo 217 stanovnika.